# Nordheim (Francia)
Nordheim (Nààrde o Norde in alsaziano) è un comune francese di 805 abitanti situato nel dipartimento del Basso Reno nella regione del Grand Est.

## Società

### Evoluzione demografica
Abitanti censiti